# Michel Herrmann
Pour les articles homonymes, voir Herrmann.
Michel Herrmann, né le 24 mars 1936 dans le 4e arrondissement de Paris, est un athlète français.

## Biographie
Michel Herrmann, licencié au Stade français, est sacré champion de France du saut en hauteur en 1958 à Colombes.
Il remporte la médaille de bronze du saut en hauteur aux Jeux méditerranéens de 1959 à Beyrouth, puis médaillé d'argent aux Jeux de la Communauté en 1960 à Tananarive.

### Palmarès
| Date | Compétition           | Lieu       | Résultat | Épreuve          | Performance |
| ---- | --------------------- | ---------- | -------- | ---------------- | ----------- |
| 1959 | Jeux méditerranéens   | Beyrouth   | 3e       | Saut en hauteur  | 1,90 m      |
| 1959 | Jeux méditerranéens   | Beyrouth   | 7e       | Saut en longueur | 6,33 m      |
| 1960 | Jeux de la Communauté | Tananarive | 2e       | Saut en hauteur  | 1,98 m      |